# コミックエルオー
『COMICエルオー』（コミックエルオー、COMIC LO）は、茜新社から発行されている成人向け漫画雑誌。2002年9月20日創刊。偶数月の21日発売。判型はB5判・平綴じ（無線綴じ）。略称はLO。「ロリ漫画の灯を消すな」の考えから創刊された。「ロリータオンリーコミックス」というコンセプト通り、幼い少女の性描写がメイン。創刊号のキャッチコピーは「子供ですが、何か?」。

## 概要
創刊号からVol.04までは『COMIC天魔』の増刊扱いで不定期刊、Vol.05からVol.22までは『熟女ものがたり』の増刊扱いとして不定期ながら月刊化され、2005年12月21日発売の2006年2月号から独立創刊して月号表示となった。2012年7月号で通巻100号、2016年9月号で通巻150号、2020年11月号で通巻200号を達成した。
2018年7月号（同年5月21日発売）に「価格改定のお知らせ」が掲載され、創刊号（2002年9月20日発売）から据え置かれていた本体価格（648円）が、翌2018年8月号（同年6月21日発売）から本体815円（+税）の特別定価へ改定された。価格改定の理由は「生き残るため。」つまり「雑誌を維持するため。」「ロリ漫画をよりよく継続するため。」とされ、創刊から15年間変わっていなかった掲載作家に対する原稿料（ベース金額）が、1ページ=7,500円から1ページ=8,000円へ増額することも合わせて掲載されている。
2020年9月号（同年7月21日発売）にも「最後のお願い」と題した「定価変更のお知らせ」が掲載され、翌2020年10月号（同年8月21日発売）から定価が899円（+税）へ値上げすることが告知された。「現状のLOのカタチでは最後の値上げ」と掲載されていた。
2022年12月号（同年10月21日発売）より紙媒体の雑誌の定価が1,155円（税込）に変更、電子書籍の定価は据え置きになると2022年11月号（同年9月21日発売）にて発表された。値上げの理由として「原材料費/特に紙の高騰」に原因があると挙げており、「多くの方が理解する漫画雑誌の値段ではありません」としながらも「紙の本を切り捨てず、今までのように出版することに意義があると信じ、恥を顧みず値上げに踏み切りました。」としている。なお、同年11月号も定価が1,155円（税込）となっているが、創刊20周年記念ポスター付録による特別価格となったと同時に告知されている。
2023年7月号（同年5月21日発売）の次号予告に「今月は小さな文字で大事なお知らせ」が掲載され、翌2023年8月号（同年6月21日発売）を以って月刊での刊行を終了し、以降は隔月刊で発行することが告知された。2023年8月号（同年6月21日発売）掲載の次号予告では、2023年10月号を「隔月刊第一号」とし「紙：8月21日発売 電子：9月1日配信開始」と記載している。
2023年12月号（同年10月20日発売）より紙媒体の雑誌の定価が1,320円（税込）、電子書籍の定価が1,155円（税込）に変更された。同号の次号予告に「おわび」が掲載され、「昨今の紙資材の高騰は想定をはるかに超えるもので価格を変更しなければ誌面の維持が難しいと判断しました。」としている。
表紙イラスト
表紙イラストはたかみちが、デザインワークは宮村和生が創刊号から担当している。表紙イラストのほとんどは成人向け漫画雑誌でよく見られるようなお色気的なイラストではなく、少女を描いた普通のイラストである（ただし、Vol.12・2009年4月号・2011年3月号・2014年6月号・2015年5月号・2017年4月号・2017年5月号のように、稀に幼女のヌード・全裸が描かれている場合もある）。
表紙に添えられるキャッチコピーは『COMIC LO』編集長でコミックハウス編集局長も務めるWが手掛けている。2017年2月号（2016年12月21日発売）はイラストレーター・たかみちの急病に伴い表紙イラストが掲載できず、ピンク一色の表紙で発売されている。
2019年10月からの消費税10%導入に伴い、2019年11月号（同年9月21日発売）から表紙の価格表示（税込価格）がなくなり、裏表紙の価格表示も、税込価格と本体価格の併記から「本体+税」表記に変更されている。
2021年4月からの消費税総額表示の義務化に伴い、2021年6月号（同年4月21日発売）から、裏表紙の価格表示が「定価:○○円（本体△△円+税10%）」表記に変更されている。
一部の漫画専門店（とらのあな、メロンブックス）では、表紙イラストを使用したクリアファイルやイラストカードが本誌購入特典の販促物として付録する。

## その他
原稿募集広告
『茜新社のえらいひと』が「最近ちょっとマンネリだよね?」「そんなんだから読者アンケートでも『隔月でいいから内容充実させろ』とか言われんじゃないの?」「コア（コアマガジン）でも鰐（ワニマガジン社）でも殴りこんで原稿ブン捕ってこい!」と「LO編集長」に脅しをかける自虐ネタ漫画を描いた「COMIC LO持ち込み原稿大募集!!」広告が掲載されるなど、原稿の持ち込み募集広告がほぼ毎号掲載されており、2007年3月号で「COMIC LO持ち込み大賞」の新設が発表された（2009年7月から「LO漫画賞」に改称）。
原稿持ち込みからの『LO』連載陣も増えており、クジラックス、前島龍、彦馬ヒロユキ、姫野蜜柑等が持ち込み作家として紹介されている。
2020年代に入ってからも原稿持ち込み募集広告が定期的に掲載されている。それでも2022年6月号（同年4月21日発売）では漫画原稿が足りなくなる事態となり、雑誌定価を下げることも叶わなかったため、苦肉の策として「チャリティ特別号・LO Charity Special」と銘打ち、読者の負担（募金）の形式で『COMIC LO』の売り上げのうち100万円をチャリティに寄付している。
2023年5月号（同年3月20日発売）も漫画原稿が足りなくなる事態となったため、同号は「再録号」として作品全てが過去のLOからの再録掲載となった。これに伴い『COMIC LO』の売り上げのうち50万円を茜新社クループから日本赤十字社に寄付している。
意見広告
また、自虐ネタの一種として「Lolita Organization Supported by COMIC LO」による「Yesロリータ! Noタッチ!」の標語や「ロリコンなら子供を守れ」「僕達（ロリコン）は、人間だ」「違法アップロードが、僕らの恋人を消（ころ）してゆく」など、様々な趣向で読者に自重を促す「意見広告」を掲載していることも特徴であり、さらには「ロリコンが集まるとロクなことが無い」という理由で読者投稿コーナーも設けられていない。
商標登録
2013年12月号（同年10月21日発売）に、LO商標登録の広告が掲載されている。登録番号は第5618570号（登録日2013年9月27日）、第5620634号（登録日2013年10月4日）、第5620635号（登録日2013年10月4日）。
2022年現在も、巻末の目次に「商標登録 第5620634号,第5620635号」が記載されている。
出張編集部
2015年2月1日開催のCOMITIA111、同年5月5日開催のCOMITIA112、2016年1月31日開催のCOMITIA115、同年5月5日開催のCOMITIA116では、茜新社のエロ漫画各雑誌編集部が出張編集部を開設して持ち込み原稿を受け付けていた。その後もCOMITIA119（2017年2月12日開催）、COMITIA120（2017年5月6日開催）、COMITIA122（2017年11月23日開催）、COMITIA124（2018年5月5日開催）、COMITIA126（2018年11月25日開催）、COMITIA128（2019年5月12日開催）、COMITIA130（2019年11月24日開催）など、COMITIA120以降は半年に一度のペースで出張マンガ編集部に参加していた。
同人活動支援ページ
2021年1月号（2020年11月21日発売）から、「掲載LO作家同人誌・支援サイト情報」のページが新設されており、掲載作家の同人活動や支援サイト（pixivFANBOXやFantiaなど）の情報が掲載されている。
ポエム
表紙には、独特の文体のポエムが掲載されている。お笑いコンビの春とヒコーキは、そのポエムにスピッツ風の曲をつけ、『陽だまりの神様』という楽曲を制作している。

## 非公式マスコット
Wちゃん
非公式マスコットとして、LO編集長Wを萌えキャラクター化した「Wちゃん（だぶりゅーちゃん）」がいる。青いワンピースに黄色いベレー帽をかぶったロングヘアの女の子で、バールのようなものを携帯している。年齢は10歳。LO公認モバイルサイトにおける、掲載作家による画像投稿掲示板のネタから誕生した。作家陣とコアな読者からの高い人気を反映してか、後に編集部公認の非公式キャラクターとして認定された。なお、かつて秋葉原で営業していた、コミックハウス直営で茜新社のアンテナショップも兼ねていた「ダンジョンブックス」（2008年12月20日～2011年3月18日）に等身大フィギュアが展示されていた。
編集Sさん
Kたん

## 流通経路
2023年現在、各書店の成人コーナー及び一部通販サイトで購入可能となっている。#大手通販サイトによる取扱停止騒動も参照。

### 電子書籍
2015年1月号以降の『COMIC LO』本誌のダウンロード配信（電子書籍）が、DMM.R18電子書籍（現FANZAブックス）にて配信開始。ダウンロード版特典として壁紙サイズの表紙データが付属した。当初はDMM.R18独占配信だったが、2017年11月からDLsiteでも配信が開始されている。配信日は雑誌発売翌月の1日。

## 関連誌
『COMIC LO』の増刊または姉妹誌として、次の雑誌が発売されている。雑誌コードは03770を共通で使用。その他は別個に記載。
好色少年
ショタ・男の娘専門誌。2012年2月25日創刊。2020年6月時点でVol.14まで発行されている。表紙イラストは路杏るうが担当。

Girls forM（ガールズフォーム）
ドMシチュエーション限定コミック誌。2012年5月19日創刊。Vol.20（2019年12月27日発売）を以て休刊。完全に女性上位で話が進められ、男性が上位に来る逆転展開は募集要項で除外されている。女性キャラクターの年齢や容姿などに制限はない。
表紙イラストは赤賀博隆（Vol.1・Vol.8）、宮元一佐（Vol.2～Vol.6、Vol.19）、そりむらようじ（Vol.11）、またのんき（Vol.15・Vol.17）、七G（Vol.18）、しおこんぶ（左記以外）が担当。

Juicy（ジューシー）
JC和姦中心、幸せあふれる美少女マガジン。2013年1月18日創刊。表紙イラストは松竜が担当。No.17（2017年2月27日発売）を以て休刊。
『Juicy』No.14に『ジューシーは「JC和姦」の漫画メイン。LOは「二〜十四歳範囲でロリ総合誌」。（あと編集長の趣味がまるで違います。）』と、『Juicy』と『COMIC LO』では読者層が異なる旨の広告が掲載されている。

COMIC高（こう）
JK専門誌。2013年12月27日創刊。Vol.8まで本誌の増刊として不定期刊行の後、2016年7月号（同年5月30日発売）より独立創刊して隔月刊（奇数月30日発売）。独立創刊に伴い、雑誌コードが03770から03849に変更されている。表紙イラストは加茂が担当。2018年11月号（同年9月29日発売）を以て休刊。

COMIC saseco（サセコ）
『COMIC高』増刊。ビッチ専門誌。2016年10月31日創刊。雑誌コードは03850。Vol.3（2017年11月29日発売）を以て休刊。表紙イラストは葵渚が担当。

COMIC アオハ
『COMIC高』の後継誌。3年間限定の季刊誌（2月、5月、8月、11月）として2019年2月26日に創刊。2021冬（2021年11月29日発売）を以て休刊。前身の『COMIC高』と同じ女子高生のテーマに加えて「学年と季節」を各巻のテーマとして持ち込み、「共に3年間を過ごした雑誌」をコンセプトに制作された。
表紙イラストは加茂（2019春・2019夏・2020春・2020秋）、サガノユウジ（2019秋・2021秋）、まめおじたん（2019冬・2020夏・2021冬）、お久しぶり（2020冬・2021春）、緑茶イズム（2021夏）が担当。

永遠娘（とわこ）
見た目は少女・中身は老寿なロリババア専門誌。2016年6月30日創刊。表紙イラストはきんくが担当。

LOE
『COMIC LO』の電子書籍限定増刊誌（電子増刊誌）。2023年9月30日に『LOE1』、同年11月15日に『LOE Bi』が発売されている。
また、2006年3月31日に『COMIC LO』創刊号をモーションコミックとしてCD-ROMに収録した『MOTION LO』（モーションエルオー）が発売されている。

## 掲載作家
- 100円ロッカー
- 1号
- 40010試作型
- 4番街
- AHOBAKA
- AWA
- bee
- Beなんとか（BEなんとか）
- CHIPOKAN
- DADA
- EB110SS
- elf.k
- H-magic
- INST
- KEPPI
- KURO
- Laイムミント
- M-HIRO
- MINITITY
- mizu
- mmm
- mogg
- MOLOKONOMI
- M木
- Natori
- NEO草野
- nima-Z
- Noise
- np
- OKINA
- PANBAI
- RAITA
- Rico
- SHあRP（SH@RP）
- Sody
- TM
- UTATA
- walkalone
- yam
- YASUDA
- YU
- ZOOTAN
- Zummy
- 愛澤鉄夫
- あいらんどう
- 青乙くるね
- 朱江士朗
- あかざわRED
- 明石ッ区奴隷講
- 暁勝家
- 赤人
- あくびにうむ
- 朝木貴行
- 味海苔味
- あたげ
- あって七草
- 姉浜彦佐
- あにゃんこ
- 雨がっぱ少女群
- 飴沢狛
- 雨と棘
- 飴鳥
- 荒草まほん
- あるふぁべっと
- あるま
- あわじひめじ
- いかがわ四郎
- いくさりゅうじ
- いくじなしのフェティシスト
- いさわのーり
- いちはや
- 胃出ショータ
- いとうえい
- 犬
- いまいずみあつし
- 芋とか露木
- 上蓮
- 上田裕
- うさくん
- 氏家もく
- うしの菜夏
- 薄
- 浦井民
- 雨蘭
- 上履伯太郎
- エロムラサキ
- オオカミうお
- 尾形全
- 大沢おふだ
- おおたたけし
- 大塚子虎
- 大塚麗夏
- おおぬまひろし
- 大庭佳文
- 大原久太郎
- 大山田満月
- 岡田コウ
- 小川ひだり
- おさんぽ水槽
- 鬼束直
- 御歯黒溝
- 尾髭丹
- オミズチヒロ
- 折音詩千生
- カエデミノル
- かごのとり
- 加瀬大輝
- カタギリジョー
- 片桐火華
- カタクリ
- かにゃぴぃ
- ガビョ布
- 庚
- かまぼこRED
- かみ田
- 亀吉いちこ
- 川崎犬太朗
- 川崎直孝
- 甘露アメ
- きいろいたまご
- きくらげ
- 黄櫻堂ドン吉
- 木静謙二
- 綺堂無一
- きのした黎
- きのもと杏
- 木谷椎
- きゃらだいん
- ぎゅうひもち
- 清宮涼
- きんく
- クジラックス
- 楠元とうか
- くどうひさし
- 熊尾もふもふ
- 倉澤まこと
- 暮林あさ美
- くろな
- 黒本君
- 源五郎
- 小梅けいと
- 小梅さつき
- こけこっこ☆こま
- 小林王桂
- こびゆうん
- こまめ丸
- コミズミコ
- コラーゲン
- 冴樹高雄
- 桜吹雪ねる
- 佐々木バレット
- 佐々原憂樹
- さつよ
- サテツ
- さばたろう
- 砂漠
- さらだ
- さわやか鮫肌
- 三澄ツバキ
- 三月さんいち
- 三九呂
- 三ノ宮元町
- 幸せ1500
- シカプ
- 獅子千丸
- しでん（治屋武しでん）
- しでん晶
- 柴崎ショージ
- ジャイロ余目
- 小路あゆむ
- 白玉もち
- 白根戴斗
- 白浜将義
- しんくん
- 甚六
- すがる春
- 杉浦次郎（裏次郎、杉浦ちんぽみるく次郎）
- 隅田かずあさ
- スミヤ
- スミロドン
- せいほうけい
- せぇた
- せきはん
- 関谷あさみ
- 絶世界少年
- 絶対やるもに
- 瀬峰正重
- 芹沢ゆーじ
- 千樹りおん
- 戦闘的越中
- 添い寝
- そうま竜也
- 外山じごく
- そりむらようじ
- たいしょう田中（たいしょう）
- ダイナマイトmoca
- たいぷはてな
- 高岡基文
- タカハシノヲト
- 滝沢要
- 玉乃井ぺろめくり
- だんちょ
- チグチミリ（千口ミリ）
- 武居糸錦
- 田中浩人
- 谷町めいど
- 千勢賢秋
- ちもさく
- 茶倉和彦
- ちょちょ
- 月吉ヒロキ
- 鶴山ミト（大味允）
- でこちんハンマー
- 寺田ぬき
- 徳田しんのすけ
- とめきち
- 巴八丞
- 智沢渚優
- とりあ
- トリブリ
- なあも
- 永田翼
- 長月みそか
- 中村カンコ
- 中村博文
- 馴染しん
- なだでここ
- 夏木きよひと
- 七瀬瑞穂
- 七瀬むく
- 無望菜志
- 成瀬つきの
- 西安
- 虹元ひろk
- にまじ
- にょたヨフ
- ぬかじ
- ぬっこる
- ぬまたちひろ
- 猫玄
- 猫男爵
- ねこたそう
- 根雪れい
- ねこパンツ
- ねりうめ
- ねんど。（佐野ユウ）
- のぎぐちこひろ
- 野際かえで
- 乃良紳二
- のりパチ
- バー・ぴぃちぴっと
- 廃狼
- 公双誠二
- ハカノシンシ
- はぐはぐ
- はすぶろくりーむ
- 鳩麦月々
- はぴろり菜
- はやけ
- 春風うにぽ
- 春弘法のりまき
- はれぽれ
- 火浦R
- 緋鍵龍彦
- 東山翔
- 氷上久晶
- 彦馬ヒロユキ
- ぴざぬこ
- 左カゲトラ
- ヒヂリレイ（ひぢりれい）
- 響樹はじめ
- 姫野蜜柑
- 陽寄瑞貴
- ぴらそん
- 平屋のぼり
- ひろひろき
- 福永ゆきと
- 藤坂リリック
- 藤崎ひかり
- ぶじである
- ふみー
- 冬嗣
- 冬野みかん
- プラコップ
- ふんわり☆らいす
- 縁山
- ヘルシーマン
- へんりいだ
- ぼうえん
- ぽかえり。
- ほかまみつり
- ぼっしぃ
- ホネ
- 堀出井靖水
- ホルモン恋次郎
- ポンスケ
- ぽんぽんイタイ
- 本領はなる
- 前島龍
- マキオ（まきお）
- 牧だいきち
- まきん
- 枡田
- 町田ひらく
- まつかさ
- まっぷ
- 松本きちぢ
- まめぞう
- まやふふ(賢)
- 三浦靖冬
- みおたま
- みさお。
- みさわひろこ
- 瑞井鹿央
- みずさき。
- 水風天
- 水野宇智
- 水原賢治
- みづさね
- 緑いろ
- 緑のルーペ
- みなすきぽぷり
- 水無月十三
- 水無月露葉
- みなづきふたご
- 箕吉
- 美浜一成
- 宮居史伎
- 宮内由香
- ミヤサカタカジ
- 宮野木ジジ
- 都晴海
- みんなだいすき
- 無有利安
- 睦月はる
- 武藤まと
- 無道叡智
- 明治カナ子
- 目高健一
- メラメラジェラシー
- 桃雲
- ももさわ
- モモヤマハト
- 森山ねむ
- 山崎かずま
- 山田コナユキ
- 山家大右衛門
- ヤミザワ
- やわらかみどり
- ユイザキカズヤ
- 雪雨こん
- 雪城よし
- 雪野みなと
- ゆきのゆきかぜ
- ゆさ
- ゆるちん教祖
- ヨースケ
- 横山葱
- 吉岡宏純
- よしの
- 義春
- 与根金次
- ヨン様
- らいむみんと
- らする
- リーフィ
- りえちゃん14歳
- リトルメア
- 嶺本八美
- りろ
- れオナるド16世
- ろーるぱんつ
- ロボハチ
- ろんどんこ
- 論倫理ろんり
- 和菓子
- 和田羽烏
- 完顔阿骨打

## 関連書籍
- 『LO画集 TAKAMICHI LOVE WORKS』 茜新社〈FLOW COMICS〉、2008年9月30日、ISBN 978-4-86349-028-4
  - たかみちが担当している『COMIC LO』のVol.1- Vol.50の表紙イラスト等を収録。復刊ドットコムで復刊されていた[53]。
- 『LO画集2-A TAKAMICHI LOOP WORKS』 茜新社〈FLOW COMICS〉、2016年9月27日、ISBN 978-4-86349-582-1
  - たかみちが担当している『COMIC LO』のVol.51- Vol.100の表紙イラスト等を収録。
  - 『LO画集2-A TAKAMICHI LOOP WORKS』発売及び『COMIC LO』通巻150号を記念してオリジナルフレーム切手が発売されている[54]。
- 『LO画集2-B TAKAMICHI LO-fi WORKS』 茜新社〈FLOW COMICS〉、2019年9月28日、ISBN 978-4-86349-792-4
  - たかみちが担当している『COMIC LO』のVol.101- Vol.150の表紙イラスト等を収録。
- 『LO画集3on4 TAKAMICHI LOCAL WORKS』 茜新社〈FLOW COMICS〉、2024年12月26日、ISBN 978-4-86349-989-8
  - たかみちが担当している『COMIC LO』のVol.151- Vol.200の表紙イラスト等を収録。

## 大手通販サイトによる取扱停止騒動
2012年3月、Amazonにて販売が行われていた本誌が、Amazonマーケットプレイス出品を含め、全て販売停止したことで騒動が発生した。
週刊金曜日オンラインでは同年5月の記事で、きっかけは児童ポルノ反対派（を自称した「海外にロリコン系同人誌を販売している業者」）の女性によるTwitterを利用した販売反対への呼びかけ運動としているが、メンズサイゾーの同年3月の記事では女性による投書が原因であるということはネット上での推測であって因果関係は不明としており、茜新社への取材によると出版元に販売停止理由は通知されておらず、メンズサイゾーによるAmazonへの取材にも回答は得られなかったとしている。
2022年現在も、AmazonではAmazon Kindleを含めて取扱を再開しておらず、マーケットプレイスでの取扱も行われていないが、本誌以外の画集や単行本などは公式でも取扱を実施している。

## Twitterアカウント停止騒動
2017年12月4日、COMIC LO公式Twitterアカウント（@comicLO_YLNT）が凍結されており、過去のお知らせ等を含め閲覧が行えなくなっていることが確認された。本誌姉妹誌や増刊扱いの「COMIC高」、「永遠娘」のアカウント経由にてアカウント停止の事実が報告され、担当者が解除申請を行っている旨が告知されている。
代替としてMastodonのインスタンスの一つであるPawoo（ラッセル運営）内で以前と同様のID（@comicLO_YLNT）でアカウントが開設されている。
2021年11月にも、永遠娘公式Twitterアカウント（@towako_n）が凍結されたため、代替アカウントの作成とpixivへの移行が告知されている。